# Noa Nakaitaci
Seru Noa Nakaitaci (Lautoka, 11 luglio 1990) è un rugbista a 15 figiano,  internazionale per la Francia, dal 2018 ala del Lione in Top14. È cugino del rugbista Virimi Vakatawa, anche lui internazionale per la Francia.

## Biografia
Nakaitaci arrivò a Clermont nel 2010; formatosi nell'accademia figiana di Nadroga, nel primo anno in terra francese disputò il campionato espoirs con l'ASM Clermont vincendo anche il titolo. La stagione successiva fu promosso in prima squadra vista l'assenza di molti titolari che erano impegnati con la Coppa del Mondo di Rugby del 2011 in Nuova Zelanda. Fece il suo esordio, come titolare, nella sfida contro Tolone e, pian piano, accumulando sempre più presenze, si dimostrò un giocatore chiave per la squadra, seconda in classifica in campionato ed eliminata in semifinale sia in esso che nell'Heineken Cup. La sua importanza fu tale che il Clermont appena finita la stagione gli rinnovò il contratto fino al 2015. L'annata seguente Nakaitaci trovò meno spazio in campionato riuscendo, però, a segnare più mete e disputò solo pochi minuti in Heineken Cup; non partecipò né alla finale di quest'ultima né alla semifinale di Top14 contro Castres, dalle quali il Clermont uscì, entrambe le volte, sconfitto.
Fece clamore il suo rifiuto alla chiamata delle Fiji nell'ottobre 2012, inizialmente motivata con impegni di club e poi giustificata in un'intervista a Le Monde nel 2014 dove affermò di sentirsi maggiormente legato alla Francia, nazione in cui si è formato definitivamente come giocatore e dove ha costruito la sua famiglia. Questo rifiuto insieme ai tre anni passati in Francia lo rese eleggibile per la nazionale transalpina e, infatti, arrivò la chiamata da parte del ct Philippe Saint-André per il tour di giugno 2013 in Nuova Zelanda. Nakaitaci giocò il primo incontro, non valido come presenza internazionale, che vedeva la Francia opposta agli Auckland Blues dove segnò anche due mete; ciò nonostante non disputò nessuna delle tre partite successive contro gli All Blacks. L'anno dopo Nakaitaci vide leggermente aumentare il suo impiego nel Clermont, disputando come titolare anche la semifinale di Heineken Cup persa contro i Saracens; non arrivò, però, nessuna chiamata in nazionale né per il Sei Nazioni né per i test match estivi e autunnali. La stagione 2014-2015 fu ottima per l'ala francese. Con il Clermont riuscì ad imporsi sia individualmente giocando il maggior numero di partite da quando era in Francia sia a livello di squadra raggiungendo le finali di Top14 (non disputata) e di Champions Cup (giocata da titolare), terminate, però, entrambe in sconfitta. Convocato per la seconda parte del Sei Nazioni 2015, Nakaitaci ottenne la sua prima cap nella vittoria contro l'Italia e giocò anche l'ultima partita del torneo contro l'Inghilterra segnando anche una meta. Inserito nella lista di giocatori per preparare la Coppa del Mondo di Rugby del 2015, disputò due incontri preparatori contro Inghilterra e Scozia per poi apparire nel gruppo definitivo dei convocati. Durante la Coppa del Mondo giocò come titolare quattro delle cinque partite disputate dalla Francia, tra cui il quarto di finale perso contro la Nuova Zelanda. Un deludente inizio di stagione portò Guy Noves, nuovo selezionatore della nazionale transalpina, ad escluderlo dalle convocazioni per il Sei Nazioni 2016.

## Palmarès
- Campionati francesi: 1
Clermont: 2016-17